# Filmes de 1954 da RKO Pictures

## A RKO em 1954

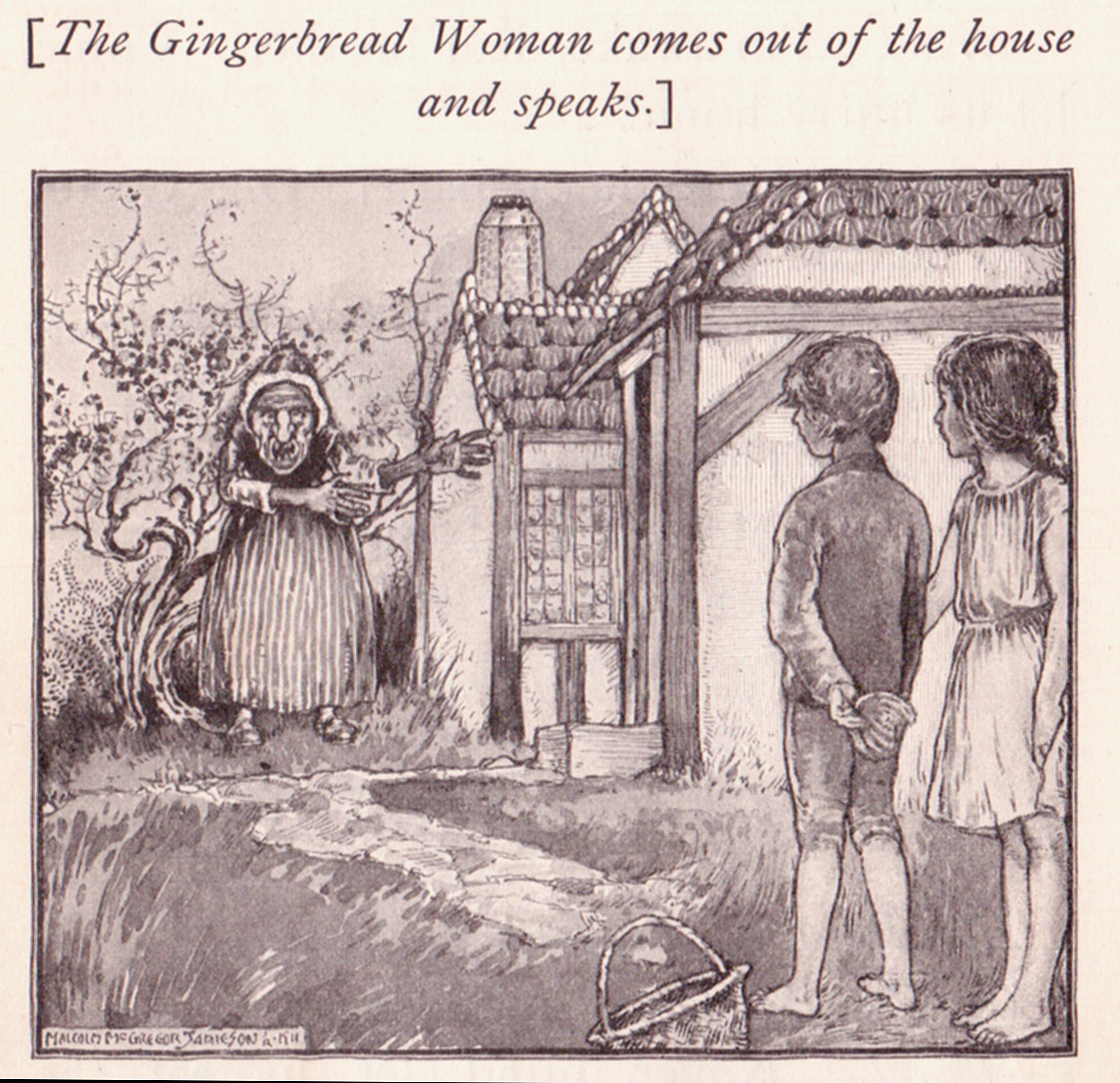
Hänsel und Gretel (no Brasil, João e Maria), um clássico dos Irmãos Grimm, foi adaptado para o cinema em 1954 como Hansel and Gretel. Uma tediosa animação feita com marionetes, a película foi mais uma das inúmeras produções independentes distribuídas pela RKO.

Em 18 de março, Howard Hughes adquiriu todo o capital principal da RKO, pelo qual pagou o valor de $23.489.478. Com isso, ele livrou-se de seus problemas legais com os acionistas e tornou-se a primeira pessoa a possuir, sozinha, um grande estúdio produtor de filmes.
O presidente James R. Grainger transbordava de otimismo, mas as coisas iam de mal a pior. No outono, houve a demissão de uma grande parcela dos trabalhadores, muitos deles contratados nos primórdios da empresa. Em dezembro, apenas um ou dois produtores e um pequeno grupo de empregados se encarregavam das poucas produções em andamento. Entre elas estava The Conqueror, a "menina dos olhos" de Grainger. O filme estrearia somente em 1956 e revelou-se um retumbante fracasso artístico e comercial, hoje considerado um dos cinquenta piores filmes de todos os tempos. Outra notícia ruim veio dos Estúdios Disney, que, com Rob Roy, the Highland Rogue, terminaram sua longa parceria com o estúdio.
A RKO lançou 15 novas produções em 1954, quase todas horríveis. Susan Slept Here, do próprio estúdio, e Pigs Is Pigs, um curta-metragem da Disney, foram os únicos lembrados pela Academia.

## PrêmiosOscar
Vigésima sétima cerimônia, com os filmes exibidos em Los Angeles no ano de 1954.
| Filme            | Indicações                                   | Premiações |
| ---------------- | -------------------------------------------- | ---------- |
| Pigs Is Pigs     | Melhor Curta-Metragem de Animação            | ---        |
| Susan Slept Here | Melhor Canção Original Melhor Mixagem de Som | ---        |

## Os filmes do ano
| Título original             | Título PT/BR                    | Título PT/PT                    | Astros                             | Diretor          |
| --------------------------- | ------------------------------- | ------------------------------- | ---------------------------------- | ---------------- |
| Africa Adventure            |                                 |                                 | Documentário                       | Robert C. Ruark  |
| Carnival Story              | O Grande Espetáculo             | O Grande Espectáculo            | Anne Baxter, Steve Cochran         | Kurt Neumann     |
| Cattle Queen of Montana     | Terra do Ódio                   | A Rainha da Montanha            | Barbara Stanwick, Ronald Reagan    | Allan Dwan       |
| Dangerous Mission           | Missão Perigosa                 | Neves Traidoras                 | Victor Mature, Piper Laurie        | Louis King       |
| The French Line             | Um Romance em Paris             | A Moda Vem de Paris             | Jane Russell, Gilbert Roland       | Lloyd Bacon      |
| Hansel and Gretel           |                                 |                                 | Animação                           | John Paul        |
| Killers from Space          |                                 |                                 | Peter Graves, James Seay           | W. Lee Wilder    |
| Passion                     | A Lei da Chibata                | Onde Morre o Vento              | Cornel Wilde, Yvonne De Carlo      | Allan Dwan       |
| Rob Roy, the Highland Rogue | O Grande Rebelde                | Rob Roy, O Grande Rebelde       | Richard Todd, Glynis Johns         | Harold French    |
| The Saint's Girl Friday     | O Santo no Castelo Sinistro     |                                 | Louis Hayward, Naomi Chance        | Seymour Friedman |
| She Couldn't Say No         | Bonita e Audaciosa              | Bonita e Audaciosa              | Robert Mitchum, Jean Simmons       | Lloyd Bacon      |
| Silver Lode                 | Homens Indomáveis               | Falsa Justiça                   | John Payne, Lizabeth Scott         | Allan Dwan       |
| Sins of Rome                | Spartaco, O Gladiador da Trácia | Spartaco, O Gladiador de Trácia | Massimo Girotti, Ludmilla Tchérina | Riccardo Freda   |
| Susan Slept Here            | Romance de Minha Vida           | As Três Noites de Susana        | Dick Powell, Debbie Reynolds       | Frank Tashlin    |
| This Is My Love             | Amor de Minha Vida              | Noite sem Fim                   | Linda Darnell, Dan Duryea          | Stuart Heisler   |